# Lekkoatletyka na Letnich Igrzyskach Paraolimpijskich 2012 – 400 metrów T13 mężczyzn
W biegu na 400 metrów kl. T13 mężczyzn podczas Letnich Igrzysk Paraolimpijskich 2012 rywalizowało ze sobą 12 zawodników. W konkursie udział wzięli sportowcy niedowidzący o niskim stopniu upośledzenia wzroku.

## Wyniki

### Eliminacje
Bieg 1
| Poz. | Zawodnik                | Narodowość | Rezultat | Uwagi |
| ---- | ----------------------- | ---------- | -------- | ----- |
| 1    | Hussein Kadhim          | Irak       | 50,36    | Q     |
| 2    | Ioannis Portos          | Grecja     | 50,73    | Q     |
| 3    | Aleksiej Łabzin         | Rosja      | 51,48    | Q     |
| 4    | Zine Edine Sekhri       | Algieria   | 51,92    | q     |
| 5    | Andre Andrade           | Brazylia   | 54,90    |       |
|      | Miguel Bartelemy Sablon | Kuba       | DQ       |       |

Bieg 2
| Poz. | Zawodnik           | Narodowość        | Rezultat | Uwagi |
| ---- | ------------------ | ----------------- | -------- | ----- |
| 1    | Mohamed Amguoun    | Maroko            | 49,04    | Q, PR |
| 2    | Aleksandr Zwieriew | Rosja             | 49,80    | Q     |
| 3    | Djamil Nasser      | Algieria          | 50,45    | Q     |
| 4    | Markeith Price     | Stany Zjednoczone | 51,11    | q     |
| 5    | Hugo Cavaco        | Portugalia        | 53,10    |       |
| 6    | Islam Salimow      | Kazachstan        | 54,14    |       |

### Finał
| Poz. | Zawodnik           | Narodowość        | Rezultat | Uwagi |
| ---- | ------------------ | ----------------- | -------- | ----- |
| 1    | Aleksiej Łabzin    | Rosja             | 48,59    | PR    |
| 2    | Aleksandr Zwieriew | Rosja             | 48,83    |       |
| 3    | Mohamed Amguoun    | Maroko            | 49,45    |       |
| 4    | Ioannis Portos     | Grecja            | 49,67    |       |
| 5    | Hussein Kadhim     | Irak              | 49,76    |       |
| 6    | Djamil Nasser      | Algieria          | 49,88    |       |
| 7    | Zine Eddine Sekhri | Algieria          | 51,16    |       |
| 8    | Markeith Price     | Stany Zjednoczone | 51,98    |       |